# Oghenekaro Etebo
Oghenekaro Peter Etebo (9 de novembro de 1995) é um futebolista profissional nigeriano que atua como atacante, atualmente joga pelo Watford.

## Carreira
Etebo fez parte do elenco da Seleção Nigeriana de Futebol nas Olimpíadas de 2016.
Na partida de estreia contra o Japão, Etebo fez quatro gols na vitória por 5–4.